# Nati nel 1972/Dicembre
| Questa pagina contiene informazioni ricavate automaticamente dalle voci biografiche con l'ausilio del template Bio e di un bot. L'aggiornamento è periodico e automatico e ricostruisce completamente la pagina. Se manca una persona in questa lista, sei pregato di non aggiungerla, ma accertati piuttosto che la sua voce biografica contenga il template Bio e che i dati anagrafici siano correttamente compilati. Se il template Bio manca, inseriscilo tu stesso o, in alternativa, metti l'avviso {{tmp\|Bio}} che ne segnala la mancanza. Se i dati riportati sono sbagliati, correggi direttamente la voce biografica; le modifiche saranno visibili in questa lista entro pochi giorni. Per chiarimenti vedi il progetto biografie. La lista contiene solo le 313 persone che sono citate nell'enciclopedia e per le quali è stato implementato correttamente il template Bio. Pagina aggiornata al 26 lug 2025. |

- 1º dicembre - Frans Ananias, ex calciatore namibiano
- 1º dicembre - Svetlana Bažanova, ex pattinatrice di velocità su ghiaccio russa
- 1º dicembre - La'Shawn Brown, ex cestista statunitense
- 1º dicembre - Marianna Davis, politica, ex paraciclista e ex sciatrice alpina statunitense
- 1º dicembre - Luis García Plaza, allenatore di calcio e ex calciatore spagnolo
- 1º dicembre - Rossella Giordano, marciatrice italiana
- 1º dicembre - Tsuyoshi Otsuki, allenatore di calcio e dirigente sportivo giapponese
- 1º dicembre - Anthony Pelle, ex cestista statunitense
- 1º dicembre - Sergej Polonskij, imprenditore russo
- 1º dicembre - Tončo Tončev, ex pugile bulgaro
- 2 dicembre - Gustavo Borges, ex nuotatore brasiliano
- 2 dicembre - Simone Della Balda, ex calciatore sammarinese
- 2 dicembre - Gil Gomes, ex calciatore angolano
- 2 dicembre - András Gyürk, politico ungherese
- 2 dicembre - Alan Henderson, ex cestista statunitense
- 2 dicembre - Serhij Kandaurov, allenatore di calcio e ex calciatore ucraino
- 2 dicembre - Gabriele Roberto, compositore italiano
- 2 dicembre - Roman Rossa, attore e doppiatore tedesco
- 2 dicembre - Pasquale Stafano, pianista, compositore e arrangiatore italiano
- 2 dicembre - Sergejs Žoltoks, hockeista su ghiaccio lettone († 2004)
- 3 dicembre - Ángel Andreo, pallanuotista spagnolo
- 3 dicembre - Adriana Carmona, ex taekwondoka venezuelana
- 3 dicembre - Danilo Goffi, maratoneta italiano
- 3 dicembre - Bucky Lasek, skater statunitense
- 3 dicembre - Oleh Ljaško, politico e giornalista ucraino
- 3 dicembre - Matthieu Orphelin, politico francese
- 3 dicembre - Sébastien Roch, attore e cantante francese
- 3 dicembre - Laurent Roux, ex ciclista su strada francese
- 3 dicembre - Violeta Vuković, ex cestista serba
- 4 dicembre - Massimiliano D'Ambrosio, cantautore italiano
- 4 dicembre - Howard Eisley, ex cestista e allenatore di pallacanestro statunitense
- 4 dicembre - Kerry-Anne Guse, ex tennista australiana
- 4 dicembre - Charly Hübner, attore e regista tedesco
- 4 dicembre - Yūko Miyamura, doppiatrice e cantante giapponese
- 4 dicembre - Jānis Ozols, ex bobbista lettone
- 4 dicembre - Rüfət Quliyev, ex calciatore azero
- 4 dicembre - Franck Tournaire, rugbista a 15 francese
- 5 dicembre - Stefano Bollani, compositore, pianista e cantante italiano
- 5 dicembre - Maxine Dexter, politica statunitense
- 5 dicembre - Rei Hiroe, fumettista giapponese
- 5 dicembre - Kamil Hornoch, astronomo ceco
- 5 dicembre - Larbi Mohammedi, pugile francese († 1996)
- 5 dicembre - Linus Sandgren, direttore della fotografia svedese
- 5 dicembre - Joey So, animatore e regista canadese
- 5 dicembre - Ovidiu Stîngă, allenatore di calcio e ex calciatore rumeno
- 6 dicembre - Miguel Acuña, ex cestista messicano
- 6 dicembre - Kevin Brockmeier, scrittore statunitense
- 6 dicembre - Francisco Cabello, allenatore di tennis e ex tennista argentino
- 6 dicembre - Alex Callier, compositore, musicista e produttore discografico belga
- 6 dicembre - Alberto Cirio, politico italiano
- 6 dicembre - Vincent Corazza, attore e doppiatore canadese
- 6 dicembre - Frédéric Fauthoux, ex cestista e allenatore di pallacanestro francese
- 6 dicembre - Joachim Fernandez, calciatore senegalese († 2016)
- 6 dicembre - Ramona Mănescu, politica e avvocato rumena
- 6 dicembre - Cyrille Pouget, ex calciatore francese
- 6 dicembre - Sarah Rafferty, attrice e doppiatrice statunitense
- 6 dicembre - Lisa Rotondi, attrice statunitense
- 6 dicembre - Ondi Timoner, regista e produttrice cinematografica statunitense
- 7 dicembre - Abdulla Mohamed Al Ishaq, ex calciatore qatariota
- 7 dicembre - Nathalie Baudone, ex tennista italiana
- 7 dicembre - Norino Brignola, pilota motociclistico italiano
- 7 dicembre - Jordi Burillo, ex tennista spagnolo
- 7 dicembre - Sean Dundee, ex calciatore sudafricano
- 7 dicembre - Abdelhafid El-Guir, ex giocatore di calcio a 5 belga
- 7 dicembre - Hermann Maier, ex sciatore alpino austriaco
- 7 dicembre - Kae Nishina, ex calciatrice giapponese
- 7 dicembre - Daniel Palau Valero, vescovo cattolico spagnolo
- 7 dicembre - Jason Petkovic, ex calciatore australiano
- 7 dicembre - Dara Rolins, cantante e attrice slovacca
- 7 dicembre - Tammy Lynn Sytch, ex wrestler statunitense
- 7 dicembre - Jason Winer, regista, sceneggiatore e attore statunitense
- 8 dicembre - Mariela Magallanes, politica venezuelana
- 8 dicembre - Rafael Novas, ex cestista dominicano
- 8 dicembre - Anke Reschwamm-Schulze, ex fondista tedesca
- 8 dicembre - Édson Ribeiro, ex velocista brasiliano
- 8 dicembre - Frank Shamrock, artista marziale misto statunitense
- 8 dicembre - Soopafly, rapper e produttore discografico statunitense
- 8 dicembre - Chiara Tenerini, politica italiana
- 9 dicembre - Abraham Assefa, ex mezzofondista e maratoneta etiope
- 9 dicembre - Reiko Aylesworth, attrice statunitense
- 9 dicembre - DJ Balli, disc jockey, produttore discografico e scrittore italiano
- 9 dicembre - Cláudio Antônio Gomes Clemente, ex cestista brasiliano
- 9 dicembre - Tré Cool, batterista statunitense
- 9 dicembre - Pietro Criaco, mafioso italiano
- 9 dicembre - Vladimir Dimitrov, ex cestista bulgaro
- 9 dicembre - Dagfinn Enerly, ex calciatore norvegese
- 9 dicembre - Christian Felber, scrittore e storico austriaco
- 9 dicembre - Markus Frank, attore tedesco
- 9 dicembre - Saima Wazed Hossain, attivista bangladese
- 9 dicembre - Jabulani Mnguni, ex calciatore sudafricano
- 9 dicembre - Patrick Muturi, ex maratoneta keniota
- 9 dicembre - Kerstin Riediger, ex sciatrice alpina tedesca
- 9 dicembre - Maikro Romero, pugile cubano
- 9 dicembre - Fabrizio Sabatucci, attore italiano
- 9 dicembre - Fabrice Santoro, allenatore di tennis e ex tennista francese
- 10 dicembre - Karim Adda, attore, regista e sceneggiatore francese
- 10 dicembre - Donavon Frankenreiter, cantautore e surfista statunitense
- 10 dicembre - Brian Molko, cantautore e chitarrista britannico
- 10 dicembre - Ihor Palycja, imprenditore e politico ucraino
- 10 dicembre - Tara Subkoff, attrice e stilista statunitense
- 10 dicembre - Lucio Wilson, autore televisivo italiano
- 11 dicembre - Sami Al-Jaber, allenatore di calcio e ex calciatore saudita
- 11 dicembre - Daniel Alfredsson, ex hockeista su ghiaccio svedese
- 11 dicembre - Juan Carlos Chávez Pérez, ex calciatore boliviano
- 11 dicembre - Michael Flegler, schermidore tedesco
- 11 dicembre - Giancarlo Giordano, politico italiano
- 11 dicembre - Andrij Husin, calciatore ucraino († 2014)
- 11 dicembre - Rusty Joiner, supermodello e attore statunitense
- 11 dicembre - Ray Owes, ex cestista statunitense
- 11 dicembre - Paulo Santos, ex calciatore portoghese
- 11 dicembre - Paul Rosner, ex tennista sudafricano
- 11 dicembre - Sigurd Rushfeldt, allenatore di calcio e ex calciatore norvegese
- 11 dicembre - Cristian Servidei, ex calciatore italiano
- 11 dicembre - LaMont Smith, ex velocista statunitense
- 11 dicembre - Thierno Thiam, attore e ballerino senegalese
- 12 dicembre - Yousuf Adam, ex calciatore qatariota
- 12 dicembre - Juma Al-Holi, ex calciatore emiratino
- 12 dicembre - Monia Andreani, filosofa e saggista italiana († 2018)
- 12 dicembre - Denise Bronzetti, politica e funzionaria sammarinese
- 12 dicembre - Cheo Hodari Coker, sceneggiatore, produttore cinematografico e critico musicale statunitense
- 12 dicembre - Wilson Kipketer, ex mezzofondista keniota
- 12 dicembre - Milen Radukanov, allenatore di calcio e ex calciatore bulgaro
- 12 dicembre - Brandon Teena, statunitense († 1993)
- 12 dicembre - Tom Telesco, dirigente sportivo statunitense
- 12 dicembre - Hank Williams III, cantautore, bassista e chitarrista statunitense
- 13 dicembre - Edmond Dalipi, ex calciatore albanese
- 13 dicembre - Vladimirs Draguns, ex calciatore lettone
- 13 dicembre - Nader El-Sayed, ex calciatore egiziano
- 13 dicembre - Antonio Esposito, ex calciatore e allenatore di calcio svizzero
- 13 dicembre - Jonny Hanssen, allenatore di calcio e ex calciatore norvegese
- 13 dicembre - Peter Luttenberger, ex ciclista su strada austriaco
- 13 dicembre - American McGee, autore di videogiochi e informatico statunitense
- 13 dicembre - James Murdoch, imprenditore britannico
- 13 dicembre - Trish Regan, conduttrice televisiva statunitense
- 13 dicembre - Mauricio Solís, ex calciatore costaricano
- 13 dicembre - Tamaki Uchiyama, ex calciatrice giapponese
- 14 dicembre - Jason Barry, attore irlandese
- 14 dicembre - Andrea Borgato, tennistavolista italiano
- 14 dicembre - Domenico Cecere, calciatore italiano († 2023)
- 14 dicembre - Christian E. Christiansen, regista, sceneggiatore e attore danese
- 14 dicembre - Mike Hale, pilota motociclistico statunitense
- 14 dicembre - Miranda Hart, attrice, sceneggiatrice e comica britannica
- 14 dicembre - Luigi Merola, presbitero e scrittore italiano
- 15 dicembre - Fita Bayisa, ex mezzofondista etiope
- 15 dicembre - Andrea Di Stefano, attore e regista italiano
- 15 dicembre - Simon Farquhar, scrittore e drammaturgo scozzese
- 15 dicembre - Bingen Fernández, dirigente sportivo e ex ciclista su strada spagnolo
- 15 dicembre - Sete Gibernau, pilota motociclistico spagnolo
- 15 dicembre - Rodney Harrison, ex giocatore di football americano statunitense
- 15 dicembre - Lee Jung-jae, attore sudcoreano
- 15 dicembre - Marion Maruska, allenatrice di tennis e ex tennista austriaca
- 15 dicembre - Tony Särkkä, cantante, chitarrista e bassista svedese († 2017)
- 15 dicembre - Stuart Townsend, attore e regista irlandese
- 15 dicembre - Alexandra Tydings, attrice statunitense
- 16 dicembre - Nicole Haislett, ex nuotatrice statunitense
- 16 dicembre - Željko Kalac, allenatore di calcio e ex calciatore australiano
- 16 dicembre - Julia Klöckner, politica tedesca
- 16 dicembre - Germán Nieto, dirigente sportivo e ex ciclista su strada spagnolo
- 16 dicembre - Giōrgos Pantazopoulos, ex cestista greco
- 16 dicembre - Stefano Rubaudo, ex nuotatore italiano
- 16 dicembre - Pavlo Škapenko, calciatore ucraino († 2023)
- 17 dicembre - John Abraham, attore indiano
- 17 dicembre - Desmond Askew, attore britannico
- 17 dicembre - David Belenguer, ex calciatore spagnolo
- 17 dicembre - Daniele Caimmi, maratoneta italiano
- 17 dicembre - Colin Charvis, ex rugbista a 15 gallese
- 17 dicembre - Juan Cuyami, ex calciatore spagnolo
- 17 dicembre - Gavin O'Connor, attore irlandese
- 17 dicembre - Iván Pedroso, ex lunghista cubano
- 17 dicembre - Mohammad Reza Mahdavi, ex calciatore iraniano
- 17 dicembre - Marcella Zappaterra, politica italiana
- 18 dicembre - Daniel Andersson, ex calciatore svedese
- 18 dicembre - Julian Arahanga, attore neozelandese
- 18 dicembre - Anžela Balachonova, ex astista ucraina
- 18 dicembre - Fabrizio Baldis, ultramaratoneta italiano
- 18 dicembre - Aleksandr Chodakovskij, militare e politico russo
- 18 dicembre - Paolo Giuliani, ex cestista e procuratore sportivo italiano
- 18 dicembre - Raymond Herrera, batterista statunitense
- 18 dicembre - DJ Lethal, disc jockey lettone
- 18 dicembre - Jason Mantzoukas, attore statunitense
- 18 dicembre - Bilal Saad Mubarak, pesista qatariota († 2018)
- 18 dicembre - Jeff Nelson, ex hockeista su ghiaccio canadese
- 18 dicembre - Marcos Ondruska, allenatore di tennis e ex tennista sudafricano
- 18 dicembre - Germán Puentes, ex tennista spagnolo
- 18 dicembre - Jessika Roswall, avvocato e politica svedese
- 18 dicembre - Álıhan Smaıylov, politico kazako
- 18 dicembre - Mitko Stojkovski, ex calciatore macedone
- 18 dicembre - Eric Unverzagt, ex giocatore di football americano statunitense
- 18 dicembre - Lawrence Wong, economista e politico singaporiano
- 18 dicembre - Evgenija Šiškova, pattinatrice artistica su ghiaccio sovietica († 2025)
- 19 dicembre - Rosa Blasi, attrice statunitense
- 19 dicembre - Cristina Canziani, pianista italiana
- 19 dicembre - Isabella Cecchi, attrice e sceneggiatrice italiana
- 19 dicembre - Hady Khashaba, ex calciatore egiziano
- 19 dicembre - Michael Ludwig, schermidore austriaco
- 19 dicembre - Alyssa Milano, attrice, doppiatrice e cantante statunitense
- 19 dicembre - Manuel Albino Morim Maçães, allenatore di calcio e ex calciatore portoghese
- 19 dicembre - Warren Sapp, ex giocatore di football americano statunitense
- 19 dicembre - Kamila Vodičková, ex cestista ceca
- 19 dicembre - Yang Gyeong-min, ex cestista sudcoreano
- 20 dicembre - Diego Binelli, politico italiano
- 20 dicembre - Jan Čaloun, ex hockeista su ghiaccio ceco
- 20 dicembre - Eugenio Comincini, politico italiano
- 20 dicembre - Yuri Ichii, rapper e cantante giapponese
- 20 dicembre - László Kálmán, ex cestista e allenatore di pallacanestro ungherese
- 20 dicembre - Christian Moser, ex saltatore con gli sci austriaco
- 20 dicembre - Anja Rücker, ex velocista tedesca
- 20 dicembre - Marc Silk, doppiatore britannico
- 20 dicembre - Gen Urobuchi, scrittore e sceneggiatore giapponese
- 20 dicembre - Jonathan Wyatt, fondista di corsa in montagna, maratoneta e mezzofondista neozelandese
- 21 dicembre - Frédéric Blackburn, ex pattinatore di short track canadese
- 21 dicembre - Gloria De Piero, conduttrice televisiva e politica britannica
- 21 dicembre - John Erick Dowdle, regista e sceneggiatore statunitense
- 21 dicembre - Marcello Gemmato, politico italiano
- 21 dicembre - LaTroy Hawkins, ex giocatore di baseball statunitense
- 21 dicembre - Passi, rapper francese
- 21 dicembre - Claudia Poll, ex nuotatrice costaricana
- 21 dicembre - Zvonimir Ridl, ex cestista e dirigente sportivo croato
- 21 dicembre - Erwin Schrott, basso-baritono uruguaiano
- 21 dicembre - Washington Tais, ex calciatore uruguaiano
- 21 dicembre - Harri Ylönen, allenatore di calcio e ex calciatore finlandese
- 22 dicembre - Ali Al Badwawi, arbitro di calcio emiratino
- 22 dicembre - Poorna Jagannathan, attrice e pubblicitaria statunitense
- 22 dicembre - Steffi Jones, allenatrice di calcio e ex calciatrice tedesca
- 22 dicembre - Kirk Maltby, ex hockeista su ghiaccio e dirigente sportivo canadese
- 22 dicembre - Alexandre Moos, ex ciclista su strada e ciclocrossista svizzero
- 22 dicembre - Barbara Nadalin, canoista italiana († 2012)
- 22 dicembre - Hans Nilsson, batterista svedese
- 22 dicembre - Vanessa Paradis, attrice e cantante francese
- 22 dicembre - Takayuki Yokoyama, ex calciatore giapponese
- 23 dicembre - Dries Boussatta, ex calciatore olandese
- 23 dicembre - Pablo Cardozo, ex calciatore australiano
- 23 dicembre - Alessandro Casadei, ex calciatore sammarinese
- 23 dicembre - Morgan, cantautore, polistrumentista e personaggio televisivo italiano
- 23 dicembre - Yūko Emoto, ex judoka giapponese
- 23 dicembre - Christian Potenza, attore e doppiatore canadese
- 24 dicembre - Eddy Bembuana-Keve, ex calciatore belga
- 24 dicembre - Silvio Crisari, allenatore di calcio a 5 italiano
- 24 dicembre - Richard Dutruel, ex calciatore francese
- 24 dicembre - Marc Edworthy, ex calciatore inglese
- 24 dicembre - Simon Lopuyet, ex maratoneta keniota
- 24 dicembre - Álvaro Mesén, ex calciatore costaricano
- 25 dicembre - Patrick Brennan, attore statunitense
- 25 dicembre - Khalid Fouhami, allenatore di calcio e ex calciatore marocchino
- 25 dicembre - Josh Freese, batterista statunitense
- 25 dicembre - Martin Konečný, ex calciatore slovacco
- 25 dicembre - Ketty La Torre, ex pattinatrice di short track italiana
- 25 dicembre - Qu Yunxia, ex mezzofondista cinese
- 25 dicembre - Matteo Vicino, regista, sceneggiatore e montatore italiano
- 25 dicembre - Christian Vitta, politico svizzero
- 26 dicembre - Ben Davis, ex cestista statunitense
- 26 dicembre - Esteban Fuertes, allenatore di calcio e ex calciatore argentino
- 26 dicembre - Jérôme Le Banner, kickboxer e artista marziale misto francese
- 26 dicembre - Shane Meadows, regista e sceneggiatore inglese
- 26 dicembre - Miran Schrott, hockeista su ghiaccio italiano († 1992)
- 26 dicembre - Artur Vicente, ex calciatore portoghese
- 27 dicembre - Brandon Auret, attore sudafricano
- 27 dicembre - Aram Bartholl, artista tedesco
- 27 dicembre - Thomas Wilson Brown, attore statunitense
- 27 dicembre - Evariste Dibo, ex calciatore ivoriano
- 27 dicembre - Niclas Engelin, chitarrista svedese
- 27 dicembre - Thomas Grandi, ex sciatore alpino canadese
- 27 dicembre - Kevin Ollie, allenatore di pallacanestro e ex cestista statunitense
- 27 dicembre - Hocine Soltani, pugile algerino († 2002)
- 27 dicembre - Julie Swail, ex pallanuotista e ex triatleta statunitense
- 27 dicembre - Guido Trenti, ex ciclista su strada italiano
- 27 dicembre - Michael Wiesinger, allenatore di calcio e ex calciatore tedesco
- 28 dicembre - Jane Alexander, attrice, conduttrice televisiva e modella britannica
- 28 dicembre - Claudio Bonomi, allenatore di calcio e ex calciatore italiano
- 28 dicembre - Cristina Branco, cantautrice portoghese
- 28 dicembre - Scott Brown, disc jockey e produttore discografico scozzese
- 28 dicembre - José Cilley, ex rugbista a 15 e dirigente sportivo argentino
- 28 dicembre - Jennifer McClellan, politica e avvocato statunitense
- 28 dicembre - Salvatore Monaco, dirigente sportivo e ex calciatore italiano
- 28 dicembre - Yunus Nazri, ex calciatore e ex giocatore di calcio a 5 malaysiano
- 28 dicembre - Oddný Eir, scrittrice islandese
- 28 dicembre - Roberto Palacios, ex calciatore peruviano
- 28 dicembre - Patrick Rafter, allenatore di tennis e ex tennista australiano
- 28 dicembre - Kevin Stitt, politico statunitense
- 28 dicembre - Shinobu Terajima, attrice giapponese
- 28 dicembre - Adam Vinatieri, ex giocatore di football americano statunitense
- 28 dicembre - Nuno Dias, allenatore di calcio a 5 e ex giocatore di calcio a 5 portoghese
- 29 dicembre - Jaromír Blažek, ex calciatore ceco
- 29 dicembre - Luca Boschi, politico sammarinese
- 29 dicembre - Francisco Castaño, ex calciatore spagnolo
- 29 dicembre - Leonardo Colucci, allenatore di calcio e ex calciatore italiano
- 29 dicembre - Andreas Dackell, ex hockeista su ghiaccio svedese
- 29 dicembre - David Fumero, modello e attore cubano
- 29 dicembre - Losseni Konaté, ex calciatore ivoriano
- 29 dicembre - Jason Kreis, allenatore di calcio e ex calciatore statunitense
- 29 dicembre - Jude Law, attore britannico
- 29 dicembre - Enrique Martín Sánchez, ex calciatore spagnolo
- 29 dicembre - Leonor Varela, attrice e modella cilena
- 29 dicembre - Vic, conduttore radiofonico italiano
- 30 dicembre - Daniel Amokachi, allenatore di calcio e ex calciatore nigeriano
- 30 dicembre - Kerry Collins, ex giocatore di football americano statunitense
- 30 dicembre - Jake Deckard, ex attore pornografico statunitense
- 30 dicembre - Oumar Dieng, ex calciatore senegalese
- 30 dicembre - David Hughes, ex calciatore gallese
- 30 dicembre - Selton Mello, attore, doppiatore e regista brasiliano
- 30 dicembre - Loren Meyer, ex cestista statunitense
- 30 dicembre - Kim Raisner, ex pentatleta tedesca
- 30 dicembre - Michael Reda, ex calciatore libanese
- 30 dicembre - Amir Ružnič, procuratore sportivo e ex calciatore sloveno
- 30 dicembre - Alexis Ubillús, ex calciatore peruviano
- 30 dicembre - Steven Wiig, musicista e attore statunitense
- 31 dicembre - Valeri Andreev, ex pentatleta tedesco
- 31 dicembre - Grégory Coupet, allenatore di calcio e ex calciatore francese
- 31 dicembre - Gianna Gancia, politica italiana
- 31 dicembre - Mathias Hain, ex calciatore tedesco
- 31 dicembre - Joey McIntyre, cantautore e attore statunitense
- 31 dicembre - Ryan Sakoda, wrestler giapponese († 2021)
- 31 dicembre - Grazia Zafferani, politica sammarinese